# Cigánycsuk
A cigánycsuk vagy cigány csaláncsúcs (Saxicola rubicola) a madarak (Aves) osztályának verébalakúak (Passeriformes) rendjébe, ezen belül a légykapófélék (Muscicapidae) családjába tartozó faj.

## Rendszerezése
A fajt Carl von Linné svéd természettudós írta le 1766-ban, Motacilla nembe Motacilla Rubicola néven.
A fajt hagyományosan Saxicola torquata néven ismerték, de újabban külön fajként kezelik ezeket a madarakat, vagyis az európai és az afrikai alfajok külön, önálló fajok lettek. Ebben az értelemben az európai faj helyes neve Saxicola rubicola, míg a Saxicola torquata név ebben az esetben csak az Afrikában költő fajra vonatkozik. 2021-ben az év madarának választották.

## Előfordulása
Költőterülete Ázsia és Európa nagy részére, Észak-Afrikára, valamint Afrikának a Szaharától délre eső területeire és Madagaszkárra terjed ki. Észak- és Kelet-Európában nem fordul elő. Vonuló és állandó madár is. Természetes élőhelyei a bokrokkal tarkított domboldalak, füves árokpartok, nedves rétek és legelők.

### Kárpát-medencei előfordulása
Magyarországon rendszeres fészkelő, márciustól októberig tartózkodik a térségben. Alkalmanként áttelel.

## Alfajai
Korábbi nagyszámú alfajaiból mára több faj leválasztása után már csak kettő alfaja maradt ennél a fajnál :
- Saxicola rubicola hibernans (Hartert, E, 1910) – Európa északnyugati részén fordul elő, Norvégia délnyugati részén, a Brit-szigeten, az Ír-szigeten és Franciaország északnyugati részén. A Portugália partvidéki részén költő madarakat is bevonták ebbe az alfajba.[7]
- Saxicola rubicola rubicola (Linnaeus, 1766) – ez a keleti alfaj, Dánia, Németország, Svájc, Ausztria, Franciaország deli része, Spanyolország és Marokkó az elterjedési területe nyugatra, míg keletre Közép-Európa és Kelet-Európa országai és Törökország délkeleti része. Telelőterülete Afrika északi részén és a Közel-Keleten van.

## Megjelenése
Testhossza 12 centiméter, szárnyfesztávolsága 18-21 centiméter és testtömege 13-17 gramm. A hím feje és farka fekete, nyakán kétoldalt a foltok, fartöve és a szárnyán lévő hosszanti csíkok fehérek, melle rozsdavörös. A költési időszakon kívül kevésbé élénk színezetű. A tojó hátoldala szürkésbarna és csíkos, melle matt rozsdabarna, nyakának oldalsó része halvány fehér. A kevéssé feltűnő színezet álcázza a költő madarat.
|  |  |

## Életmódja
A madár felegyenesedve ül az ágon. Tápláléka rovarok, pókok, százlábúak, ászkák és apró csigák, télen magvakat is fogyaszt. A cigány csaláncsuk 6 évig élhet.

## Szaporodása
A költési időszak áprilistól augusztusig tart. Évente 2-3, (Közép-Európában csak 2) fészekaljat rak. A hím több tojóval is párosodhat. Egy fészekalj 5-6 tojásból áll, ezeken csakis a tojó kotlik. A tojások halványkékek, rozsdabarna foltokkal. A fiókákat mindkét szülő eteti. A fiatal madarak 14-16 nap múlva repülnek ki.
|  |

## Természetvédelmi helyzete
Az elterjedési területe rendkívül nagy, egyedszáma pedig stabil. A Természetvédelmi Világszövetség Vörös listáján nem fenyegetett fajként szerepel. Magyarországon védett, természetvédelmi értéke 25 000 forint.